# 布莱克-舒尔斯模型
布莱克-舒尔斯模型（英語：Black-Scholes Model），简称BS模型，是一种数学模型，用來为衍生性金融商品中的選擇權定价，由美国经济学家麥倫·休斯與費雪·布萊克首先提出。此模型適用於沒有派發股利的歐式選擇權。罗伯特·C·墨顿其後修改了數學模型，使其於有派發股利時亦可使用，新模型被稱為布萊克-休斯-墨頓模型（英語：Black–Scholes–Merton model）。
此模型的應用是透過買賣價格過高或是過低的選擇權，並同時與持有的資產對沖，來消除可能潛在的風險，並因此而套利。此方法也被稱為「動態 Delta中性」。此公式问世后带来了選擇權市场的繁荣，並且也是在投資銀行與對沖基金中被廣為使用的基礎模型。
雖然在很多情况下被使用者进行一定的改動和修正。很多经验测试表明这个公式足够贴近市场价格，然而也有会出现差异的时候，如著名的「波動率的微笑」。然而它假設價格的變動，會符合常態分配（即俗稱的鐘形曲線），但在金融市場上經常出現符合统计学厚尾現象的事件，這影響此公式的有效性。
1997年，麥倫·休斯和罗伯特·C·墨顿借该模型获得諾貝爾經濟學獎。費雪·布萊克不幸在1995年離世，因此未能獲獎。

## 重要假设
BS模型假設金融市場存在最少一種風險資產（如股票）及一種無風險資產（現金或債券）。
假設金融資產是：
- 無風險資產的投資回報是不變的，此回報率稱作无风险利率
- 股票價格遵從几何布朗运动（隨機漫步）
- 股票在選擇權有效期内不分派紅利
- 股票價格服从对数常態分配，即金融資產的对数收益率服从常態分配

假設金融市場是：
- 不存在套利機會
- 能以无风险利率借出或借入任意數量的金錢
- 能買入及賣出（沽空）任意數量的股票
- 市场无摩擦，即不存在交易税收和交易成本

此外，假設選擇權是欧式選擇權，即只可在特定日期行权。

## 數學模型

### 符號
V(S,t)：歐式期權的理論价格
C(S,t)：認購期權的价格
P(S,t)：認沽期權的价格
ln()：自然對數
K：交割价格
S：即期價格（Spot）
τ：有效期 
T：到期日
t：時間，以年為單位，例如0.5代表6個月
{\displaystyle \tau =T-t}
r：连续复利计无风险利率
{\displaystyle \sigma ^{2}}：年度化方差
N()：常態分佈变量的累积分布函数
{\displaystyle N(x)={\frac {1}{\sqrt {2\pi }}}\int _{-\infty }^{x}e^{-z^{2}/2}\,dz}

### 布萊克-休斯方程
對於有效期內不派發紅利的歐式選擇權，其價格遵從以下偏微分方程：
{\displaystyle {\frac {\partial V}{\partial t}}+{\frac {1}{2}}\sigma ^{2}S^{2}{\frac {\partial ^{2}V}{\partial S^{2}}}+rS{\frac {\partial V}{\partial S}}-rV=0}
把方程重寫成左右兩邊：
{\displaystyle {\frac {\partial V}{\partial t}}+{\frac {1}{2}}\sigma ^{2}S^{2}{\frac {\partial ^{2}V}{\partial S^{2}}}=rV-rS{\frac {\partial V}{\partial S}}}
左方代表期權的時間值及與即期價格的凸性。右方代表期權長倉的無風險回報及{\displaystyle {\frac {\partial V}{\partial S}}}股相關資產短倉。
求解過程會轉換成為一個熱傳導方程式。

### 公式
利用以下约束条件，可解認購期權（Call Option）的理論值。
{\displaystyle {\begin{aligned}C(0,t)&=0{\text{ for all }}t\\C(S,t)&\rightarrow S{\text{ as }}S\rightarrow \infty \\C(S,T)&=\max\{S-K,0\}\end{aligned}}}
認購期權的理論價格是：
{\displaystyle \displaystyle C(S,t)=N(d_{1})S-N(d_{2})Ke^{-r\tau }}
其中：
{\displaystyle d_{1}={\begin{smallmatrix}\displaystyle {\frac {\ln \displaystyle {\frac {S}{K}}+\left(r+{\frac {\sigma ^{2}}{2}}\right){\tau }}{\sigma {\sqrt {\tau }}}}\end{smallmatrix}}}
{\displaystyle d_{2}={\begin{smallmatrix}\displaystyle d_{1}-\sigma {\sqrt {\tau }}\end{smallmatrix}}}
利用相同的方法，也可解認沽期權的理論價格：
{\displaystyle \displaystyle P(S,t)=N(-d_{2})Ke^{-r\tau }-N(-d_{1})S}
認購期權及認沽期權的理論價格都包含 {\displaystyle e^{-r\tau }}，把交割價格K以連續複利折算為現值。
{\displaystyle \displaystyle PV(K,t)=Ke^{-r\tau }}

## 派发股利的選擇權定价模型
布莱克-舒尔斯模型假定在期權有效期内标的股票不派发股利。若派发股利需改用布萊克-休斯-墨頓模型，其公式如下：
{\displaystyle \displaystyle C=S\times e^{-k\times t}\times N(d_{1})-e^{-r\times T}\times L\times N(d_{2})}
其中：
{\displaystyle d_{1}={\begin{smallmatrix}\displaystyle {\frac {\ln \displaystyle {\frac {S}{L}}+\left(r-k+0.5\times \sigma ^{2}\right)\times {T}}{\sigma \times {\sqrt {T}}}}\end{smallmatrix}}}
{\displaystyle d_{2}={\begin{smallmatrix}\displaystyle d_{1}-\sigma \times {\sqrt {T}}\end{smallmatrix}}}
k：表示标的股票的年股利收益率（假设股利连续支付，而不是离散分期支付）
Ln：自然對數；
C：期權初始合理价格；
L：期權交割价格；
S：交易所金融资产现价；
T：期權有效期；
r：连续复利计无风险利率Ｈ；
{\displaystyle \sigma ^{2}}：年度化方差；
N()：常態分布变量的累积分布函数。

## 關聯項目
- 金融工程學
- 金融數學
- 瓦西塞克模型（英语：Vasicek model）
- Cox–Ingersoll–Ross model
- 長期資本管理公司

## 外部連結
- The Black–Scholes Model （页面存档备份，存于）, global-derivatives.com
- Black, Merton, and Scholes: Their work and its consequences （页面存档备份，存于）, by Ajay Shah
- The Black–Scholes Option Pricing Model （页面存档备份，存于）, optiontutor